# Glaciar de Leschaux
O glaciar de Leschaux (em francês:  Glacier de Leschaux) fica na região de Ródano-Alpes, em França, e faz parte do maciço do Monte Branco.
O glaciar nasce no sopé das Grandes Jorasses. Durante a Pequena Idade do Gelo, o glaciar de Talèfre juntava-se com o de Leschaux para formar o glaciar do Tacul, o Mar de Gelo.
A partir do refúgio de Leschaux acede-se a diferentes picos e entre eles a Agulha de Talèfre.

## Grupo de Leschaux
Chama-se  grupo de Leschaux ao  conjunto de montanhas que forma o circo que rodeia a parte superior do glaciar de Leschaux

## Imagens

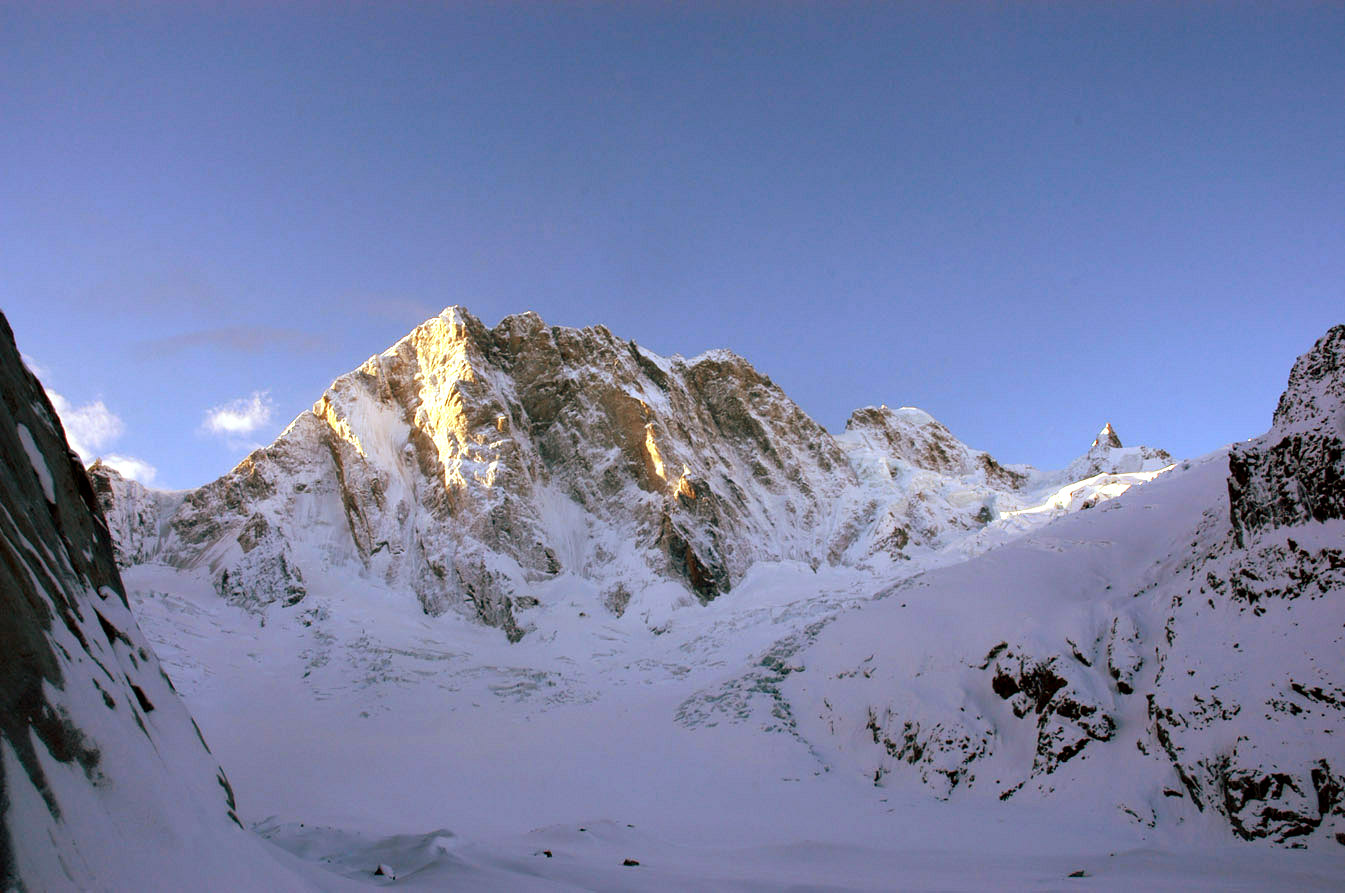
As Grandes Jorasses e a parte alta do Glaciar

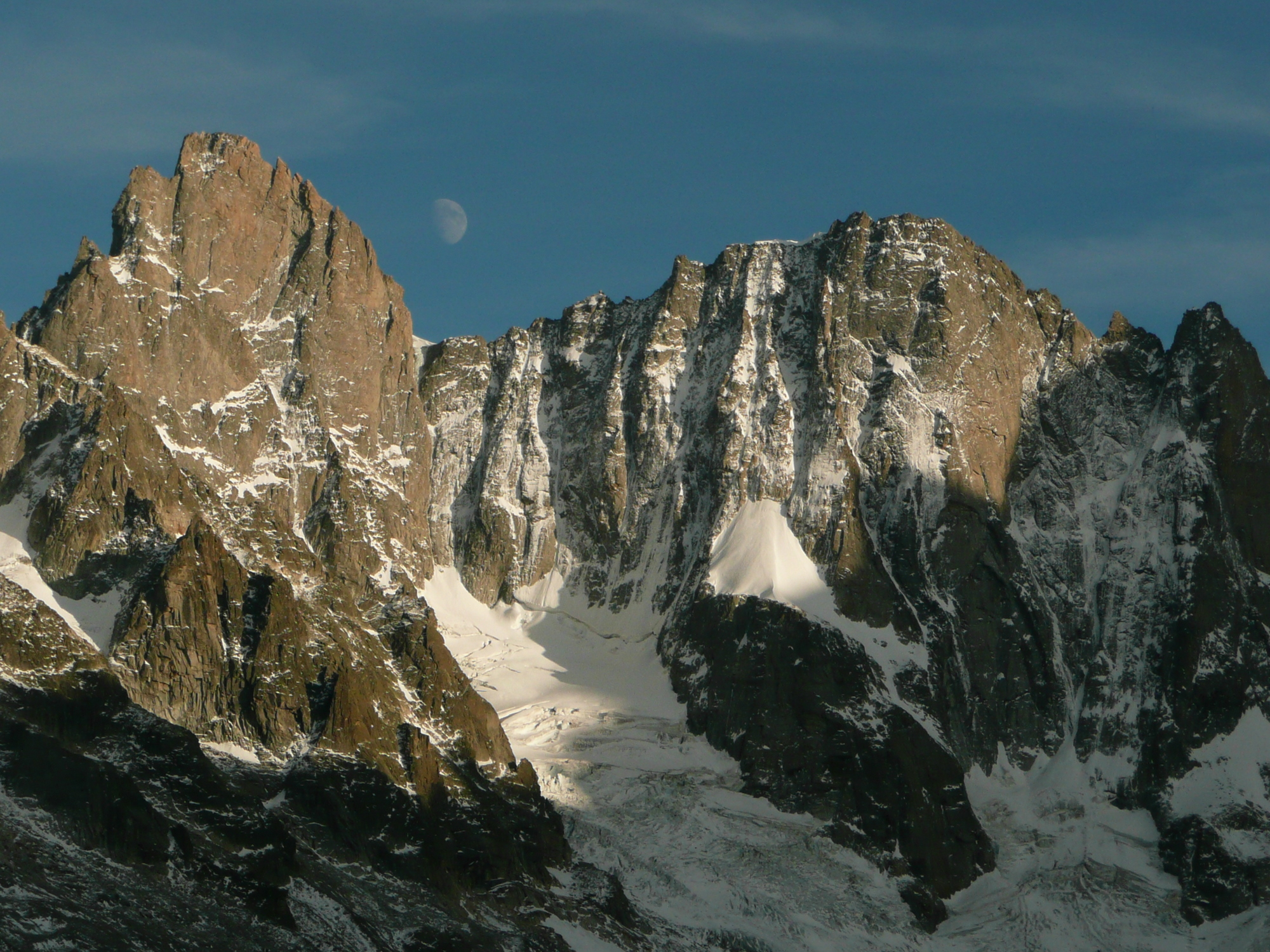
Parte do Grupo de Leschaux